# Mülheim an der Mosel
Pour les articles homonymes, voir Mülheim (homonymie).
Mülheim an der Mosel est une municipalité allemande située dans le land de Rhénanie-Palatinat et l'arrondissement de Bernkastel-Wittlich.
L'orgue de l'église fut fabriquée en 1890 par la famille Stumm.